# Carl Eduard Cramer
Carl Eduard Cramer ( Zurique, 4 de março de 1831 – Zurique, 24 de novembro de 1901 ) foi um botânico suiço.

## Vida
Ele estudou nas universidades de Zurique e Freiburg, onde recebeu seu doutorado em 1855. Quando jovem, seu mentor foi o famoso botânico Karl Wilhelm von Nägeli (1817–1891). Ele se tornou um conferencista (1857) e mais tarde um professor de botânica (1861–1901) na Eidgenössische Technische Hochschule (Escola Politécnica Federal) em Zurique. Ele também deu aulas na Universidade de Zurique (1880-1883) e foi diretor de seu jardim botânico de 1882 até 1893.
A especialidade de Cramer lidava com a fisiologia, genealogia e crescimento de células vegetais. Ele fez uma extensa pesquisa nas áreas de bacteriologia, planta teratologia e botânica criptogâmica. Em seu obituário, Carl Joseph Schröter se referiu a Cramer como o Altmeister botanischer Forschung ("Doyen of Botanical Research").
Ele foi o autor de várias obras botânicas, incluindo Pflanzenphysiologische Untersuchungen (4 volumes de 1855 a 1858), que ele co-escreveu com Karl von Nägeli.